# Gianluca Grava
Pour les articles homonymes, voir Grava.
Gianluca Grava est un footballeur italien né le 7 mars 1977 à Caserte.

## Palmarès
- SSC Naples :
  - Vainqueur du Trophée Ciudad de Palma en 2011.
  - Vainqueur de la Coupe d'Italie en 2012.